# Kluizenarij van Sint-Antonius

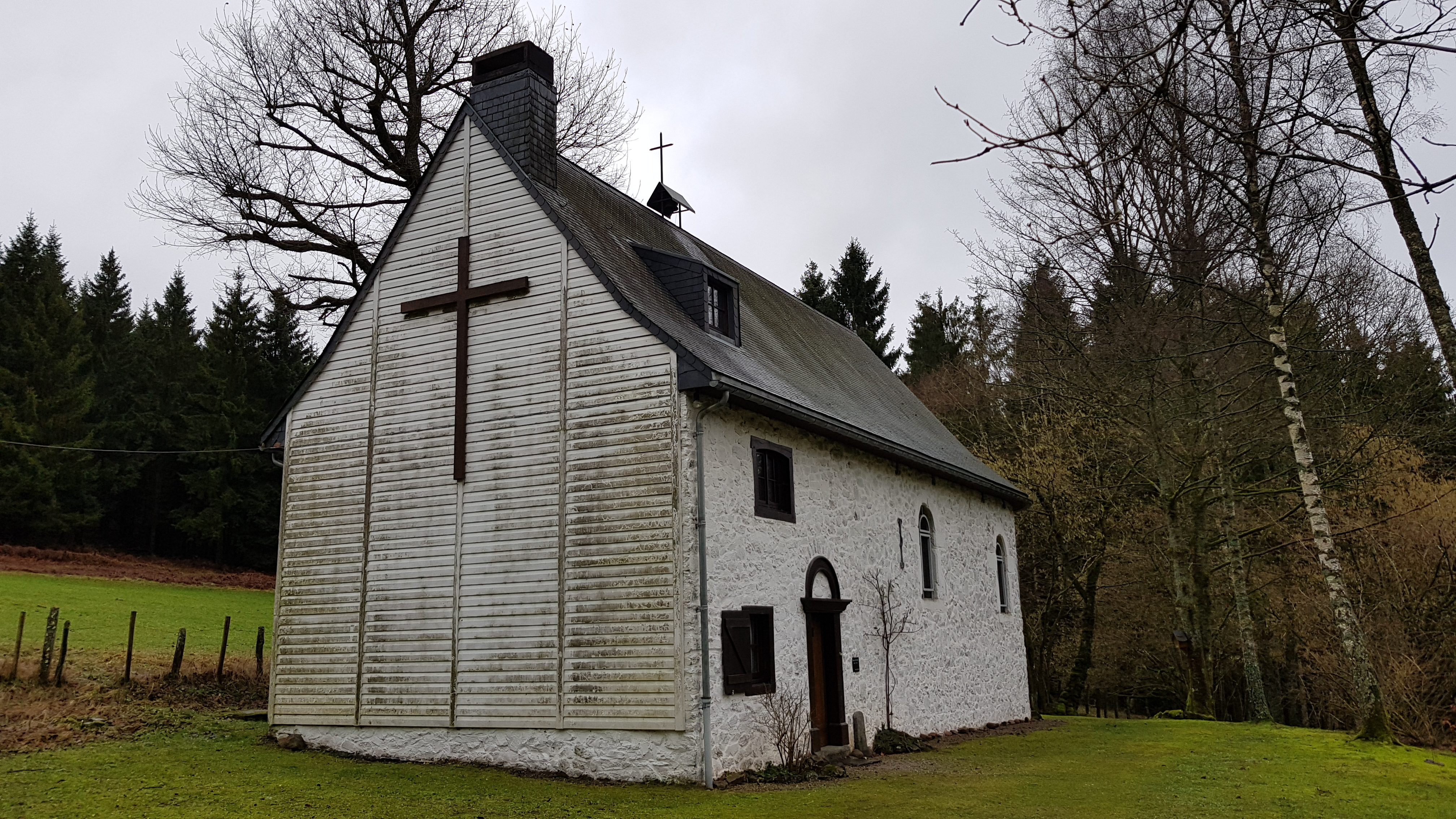
Kluizenarij van Sint-Antonius

De Kluizenarij van Sint-Antonius of Kluizenarij van Bernister (Frans: Ermitage Saint Antoine of Ermitage de Bernister) is gelegen tussen Bernister en Bévercé in de Belgische gemeente Malmedy. De kluizenarij ligt aan de Chemin de l'Ermitage, een zijweg van de N68, op ongeveer een kilometer ten noorden van de stad Malmedy.
De voorzijde aan de zuidwestkant herbergt een kleine woning, aan de noordoostzijde van het gebouw een kapel.
Sinds de bouw is de kluis ononderbroken bewoond geweest door kluizenaars.

## Geschiedenis
In 1446 werd de kluizenarij gebouwd in opdracht van de prins-abt van Stavelot-Malmedy Henri de Mérode.
In 1742 werd te plaatse een nieuw gebouw gebouwd.
In 1925 en 1985 werd het gebouw gerestaureerd.

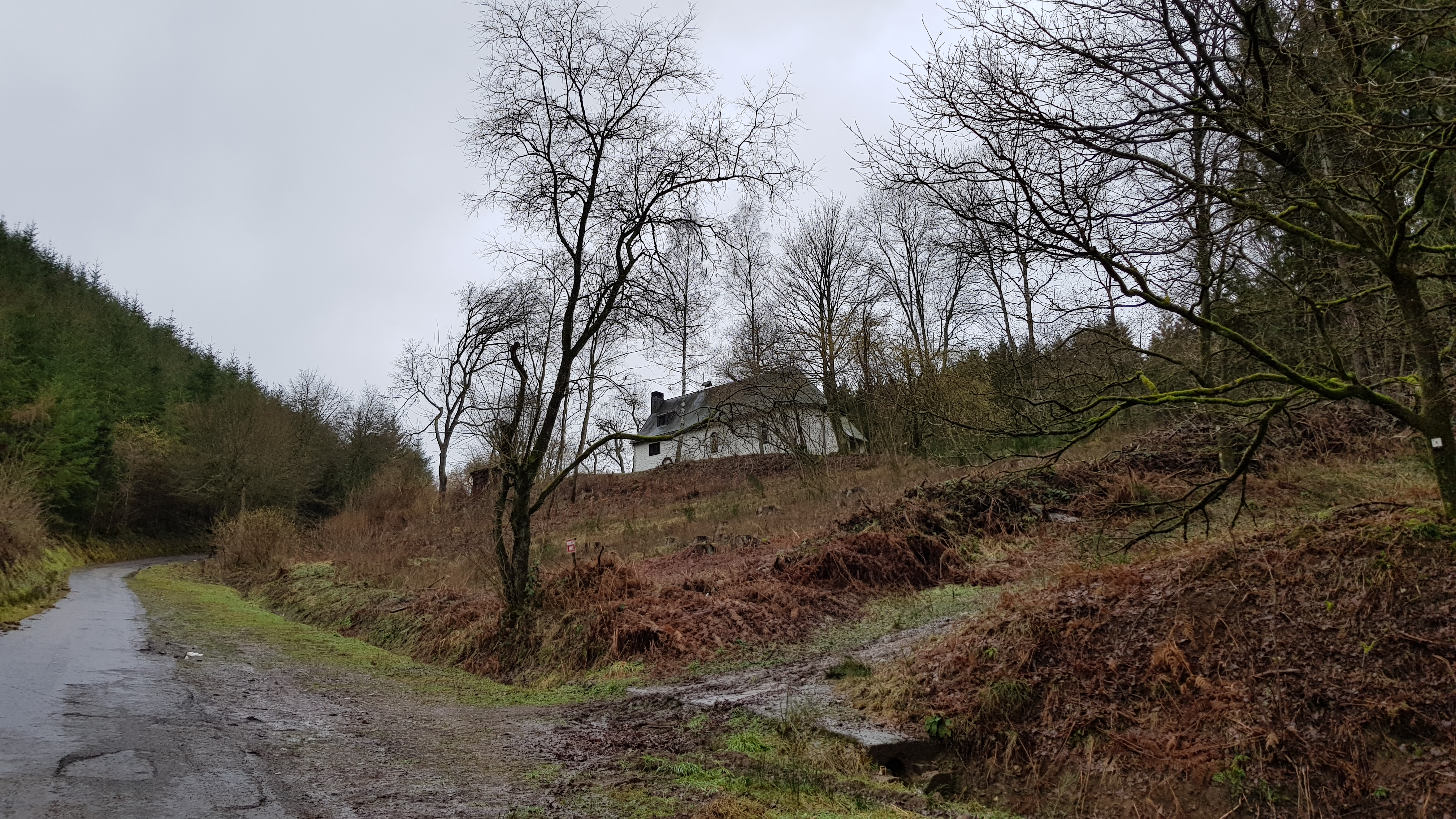
De kluis hoog op een helling
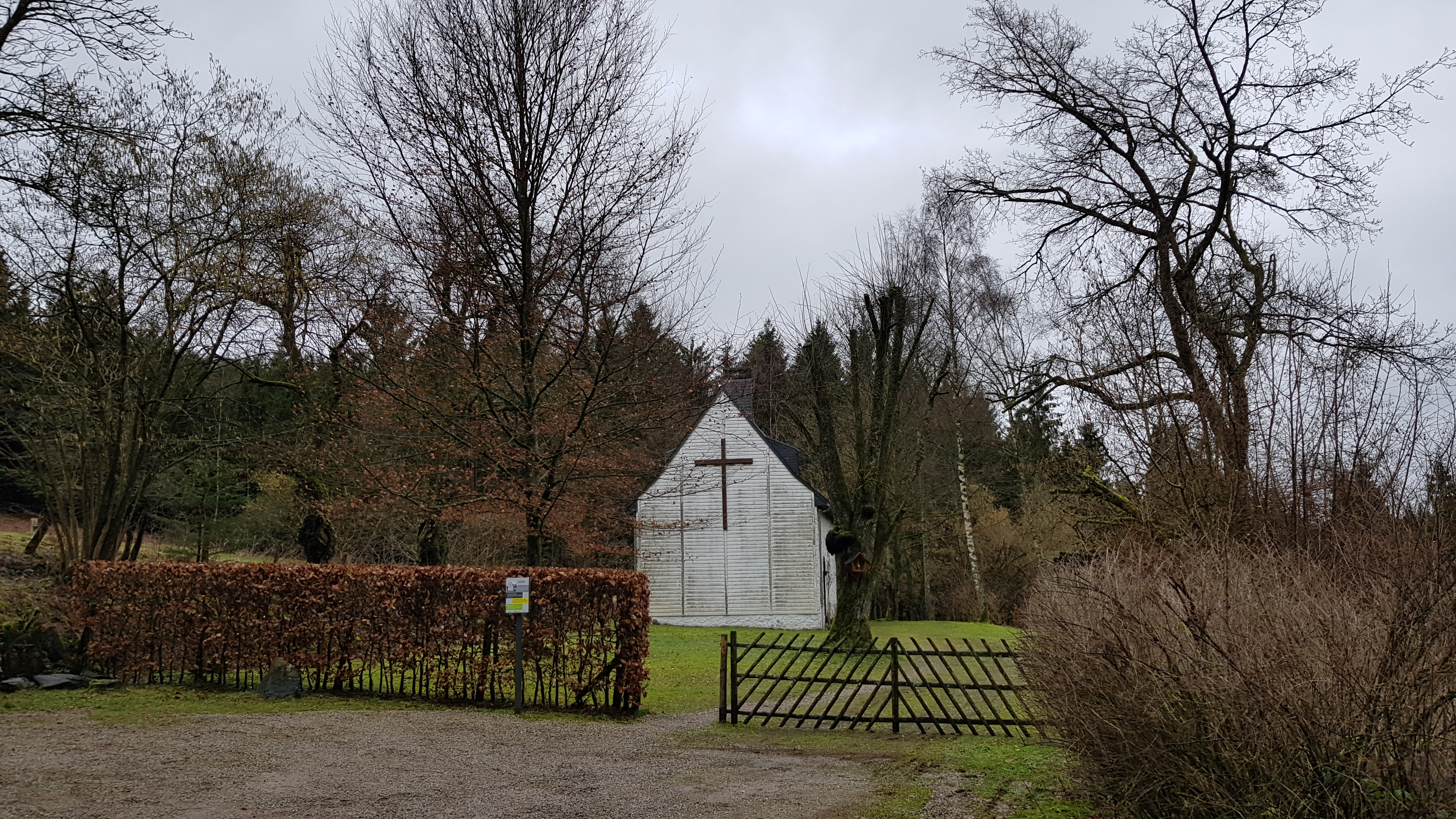
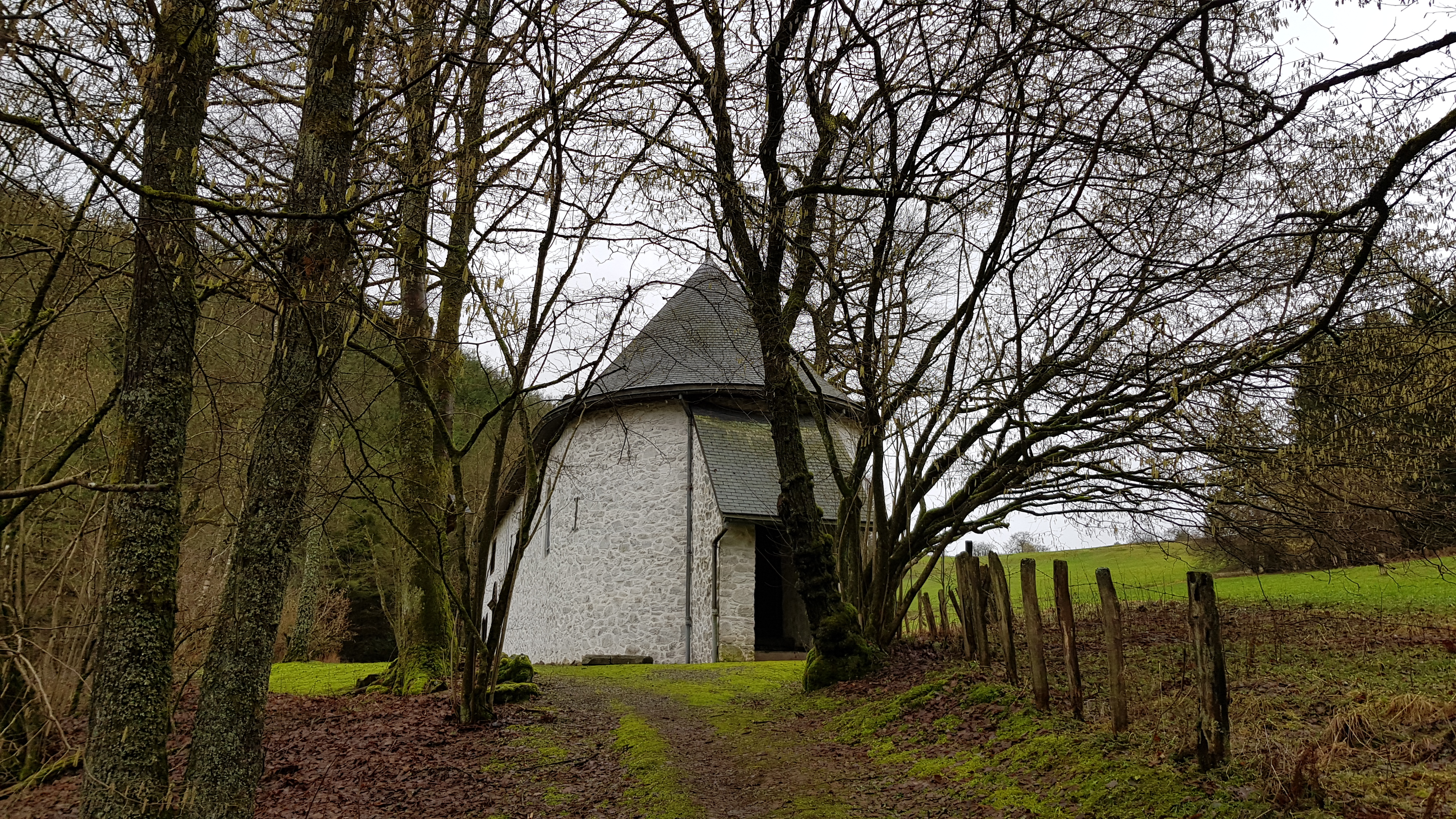
Noordoostzijde: kapel
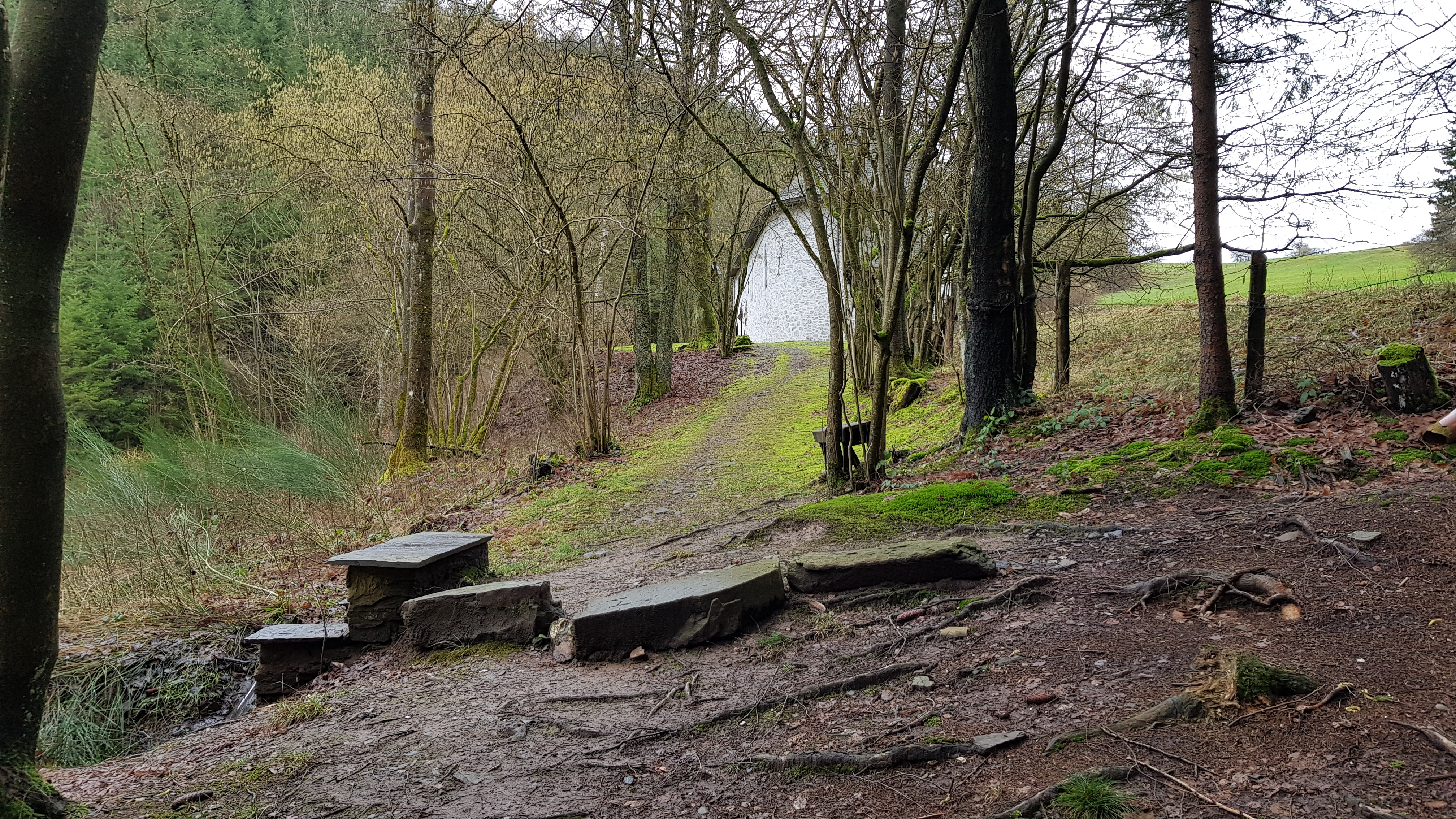
Achterzijde van de kluis met bron op de voorgrond